# Тргетари
Тргетари (хрв. Trgetari, итал. Traghettari) су насељено место у општини Раша, Истарска жупанија, Хрватска.

## Историја
До територијалне реорганизације у Хрватској били су у саставу старе општине Лабин.

## Становништво
У попису становништва из 2011. године, Тргетари су имали 50 становника.
| Број становника према пописима | Број становника према пописима | Број становника према пописима | Број становника према пописима | Број становника према пописима | Број становника према пописима | Број становника према пописима | Број становника према пописима | Број становника према пописима | Број становника према пописима | Број становника према пописима | Број становника према пописима | Број становника према пописима | Број становника према пописима | Број становника према пописима | Број становника према пописима |
| ------------------------------ | ------------------------------ | ------------------------------ | ------------------------------ | ------------------------------ | ------------------------------ | ------------------------------ | ------------------------------ | ------------------------------ | ------------------------------ | ------------------------------ | ------------------------------ | ------------------------------ | ------------------------------ | ------------------------------ | ------------------------------ |
| 1857                           | 1869                           | 1880                           | 1890                           | 1900                           | 1910                           | 1921                           | 1931                           | 1948                           | 1953                           | 1961                           | 1971                           | 1981                           | 1991                           | 2001                           | 2011                           |
| 0                              | 0                              | 256                            | 286                            | 294                            | 276                            | 0                              | 0                              | 328                            | 264                            | 183                            | 92                             | 79                             | 64                             | 59                             | 50                             |

Напомена: Године 1857. и 1869. подаци су садржани у насељима Бргод и Станишови, а 1921. и 1931. у насељу Свети Ловреч Лабински. Део података 1880. и 1910. садржано је у насељу Станишови, 1921. у насељу Мост-Раша и 1931. године у насељу Тргет. Садржи податке за некадашња насеља Буријаки и Иванушићи 1880, 1900. и 1910. Од 1890. до 1910. године исказивано под именом Трагетарићи.